# Bundesstraße 298
Die Bundesstraße 298 (Abkürzung: B 298) ist eine 28 km lange Bundesstraße, die in Baden-Württemberg im Regierungsbezirk Stuttgart verläuft und von der B 19 in Gaildorf zur B 29 in Schwäbisch Gmünd führt.

## Verlauf
Die B 298 verläuft durch die größeren Orte Gaildorf, Gschwend, Spraitbach, Mutlangen und Schwäbisch Gmünd.
In Unterrot mündet die Landesstraße 1066 in die B 298.
Im September 2005 wurde mit Inbetriebnahme der Westumgehung Mutlangen ein stauträchtiger Engpass beseitigt.

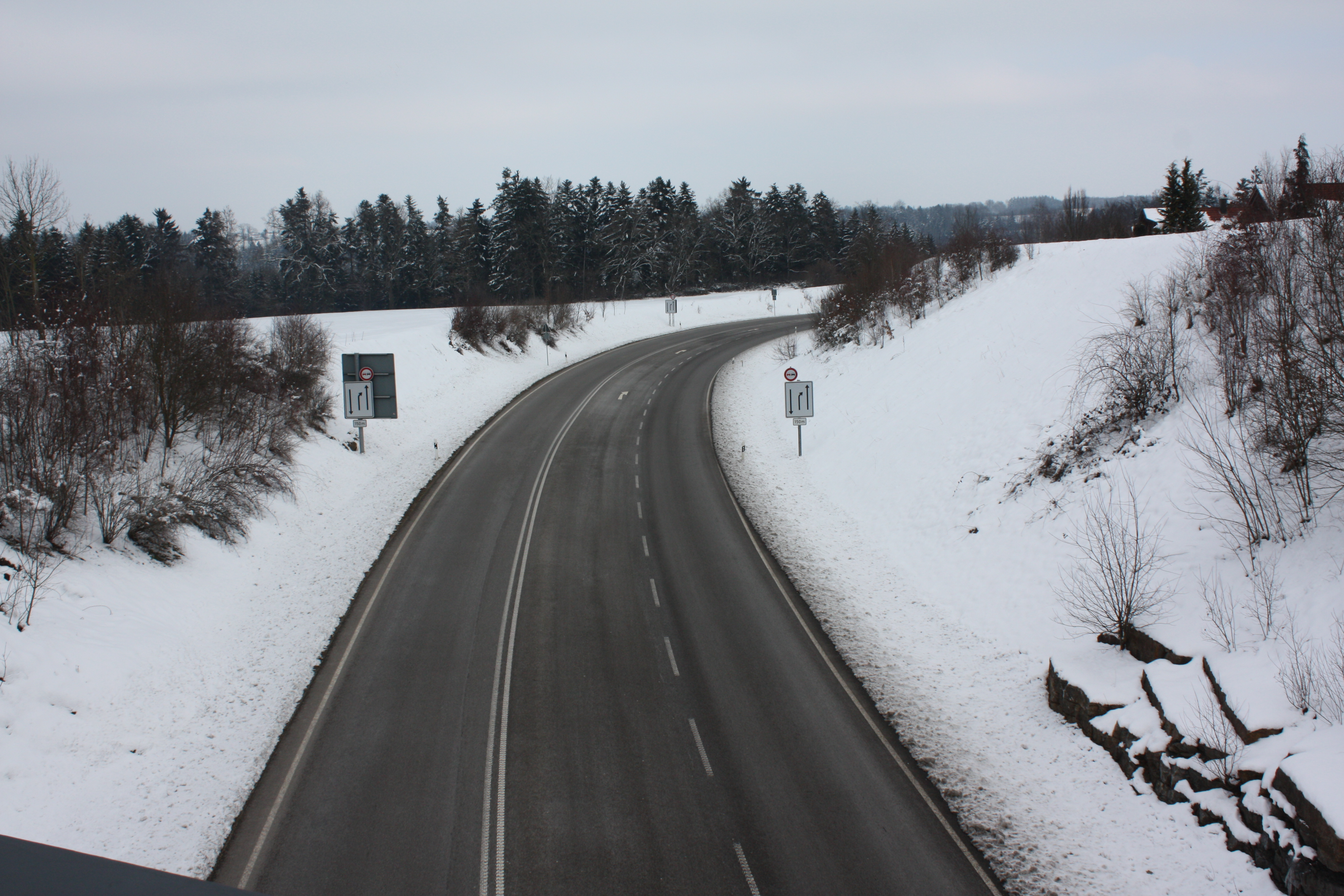
Die B 298 zwischen Mutlangen und Rehnenhof-Wetzgau in nördlicher Richtung
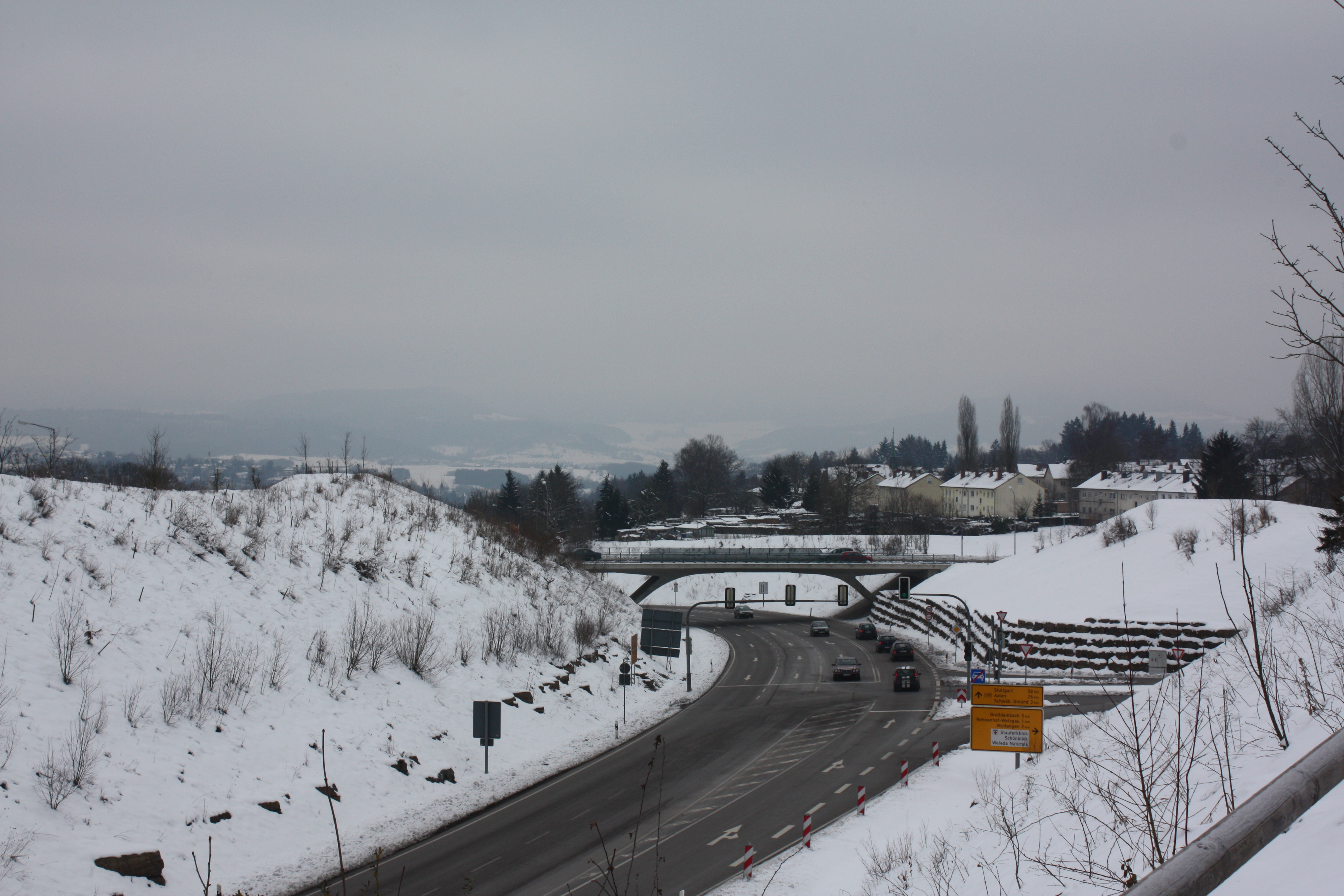
In Rehnenhof-Wetzgau quert die Kreisstraße 3268 die B 298